# Australische tijgerslang
De Australische tijgerslang (Notechis scutatus) is een voor mensen potentieel dodelijke gifslang uit de familie der koraalslangachtigen (Elapidae) en de onderfamilie Elapinae.

## Naam en indeling
De wetenschappelijke naam van de soort werd voor het eerst voorgesteld door Wilhelm Peters in 1861. Oorspronkelijk werd de wetenschappelijke naam Naja (Hamadryas) scutata gebruikt. De slang werd lange tijd tot het geslacht Hoplocephalus gerekend, waardoor de verouderde wetenschappelijke naam in de literatuur wordt gebruikt. Het is tegenwoordig de enige soort uit het monotypische geslacht Notechis. Dit geslacht werd beschreven door George Albert Boulenger in 1896.

### Ondersoorten
De soort wordt verdeeld in twee ondersoorten die onderstaand zijn weergegeven, met de auteur en het verspreidingsgebied.
| Naam                           | Auteur        | Verspreidingsgebied          |
| ------------------------------ | ------------- | ---------------------------- |
| Notechis scutatus scutatus     | Peters, 1861  | De rest van het areaal.      |
| Notechis scutatus occidentalis | Glauert, 1948 | Zuidwestelijk West-Australië |

## Uiterlijke kenmerken
De lichaamslengte kan sterk verschillen, en bedraagt bij een volwassen dier 100 tot 210 centimeter. De kop is breed en afgeplat en is duidelijk te onderscheiden van het lichaam door de aanwezigheid van een insnoering. De ogen zijn relatief groot en hebben een donkere iris en een ronde pupil. De slang heeft 17 tot 21 rijen schubben in de lengte op het midden van het lichaam, de schubben zijn glad en glanzend. De anaalschub en de caudale schubben zijn ongepaard. De huidkleur varieert sterk per exemplaar en per seizoen, van grijs tot licht- of donkerbruin dan wel olijfkleurig, dikwijls met smalle, gele dwarsbanden.

## Leefwijze
Deze overwegend dagactieve, bodembewonende slang is soms ook actief in de ochtend- en avondschemering, zolang de weersomstandigheden optimaal zijn. De vrouwtjes zetten geen eieren af maar brengen levende jongen ter wereld. De worp bestaat meestal uit 30 jongen.
Op het menu staan kleine ongewervelde dieren zoals kikkers, die worden verlamd met het sterke gif. Als de slang zich bedreigd voelt, maakt het die zijn hals breed en tilt zijn voorlichaam omhoog. Het gif van de Australische tijgerslang is zeer potent en deze soort is verantwoordelijk voor vele fatale gevallen bij de mens.

## Verspreiding en habitat
De Australische tijgerslang soort komt endemisch voor in Australië. De slang leeft hier in de deelstaten New South Wales, Queensland, Victoria, West-Australië, Zuid-Australië en Tasmanië. De habitat bestaat uit droge tropische en subtropische bossen, vochtige tropische en subtropische bossen, scrublands en draslanden. Ook in door de mens aangepaste streken zoals weilanden kan de slang worden aangetroffen.

## Beschermingsstatus
Door de internationale natuurbeschermingsorganisatie IUCN is de beschermingsstatus 'veilig' toegewezen (Least Concern of LC).